# Ipomoea procumbens
Ipomoea procumbens är en vindeväxtart som beskrevs av Carl Friedrich Philipp von Martius och Choisy. Ipomoea procumbens ingår i släktet praktvindor, och familjen vindeväxter. Inga underarter finns listade i Catalogue of Life.

## Bildgalleri

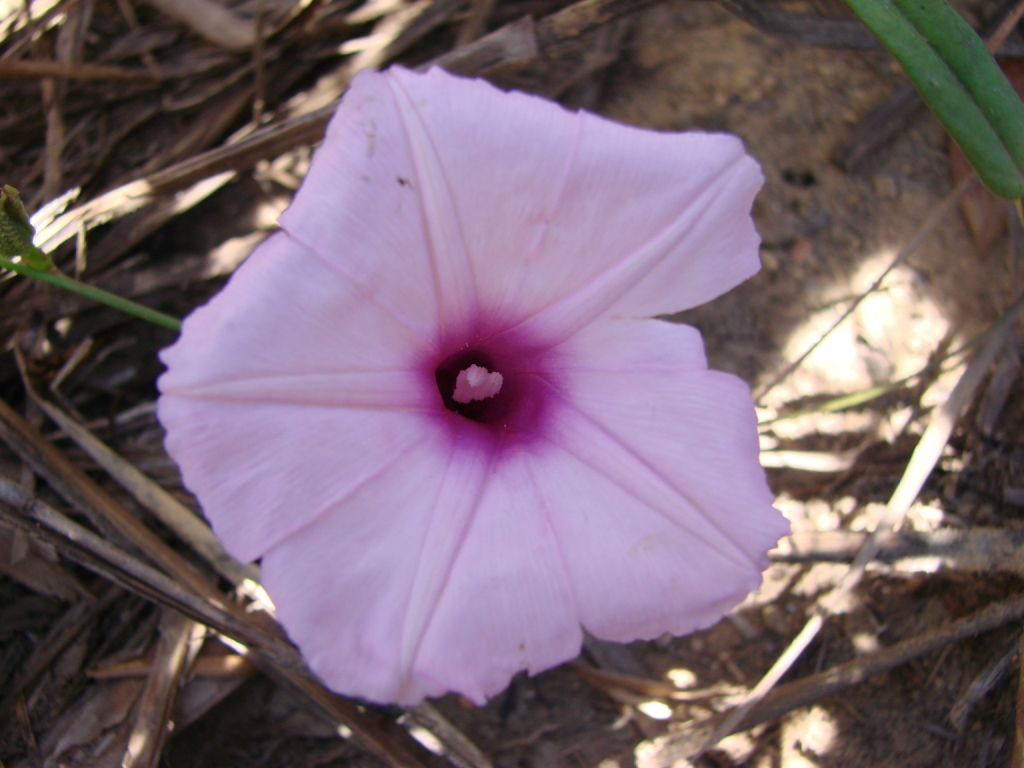